# Parc de la gare du Nord
Le parc de la gare du Nord (en suédois : Norra stationsparken) est un parc public de Vasastan à Stockholm en Suède. 

## Description
Norra stationsparken est un parc en construction par étapes dans le quartier Vasastaden de Hagastaden, dans le centre-ville de Stockholm. 
Le parc en forme de sablier devrait être entièrement achevé en 2030.
La partie ouest jusqu'à Hälsingegatan est prête depuis l'été 2024. 
Sa partie sud a été mise en service en 2019.

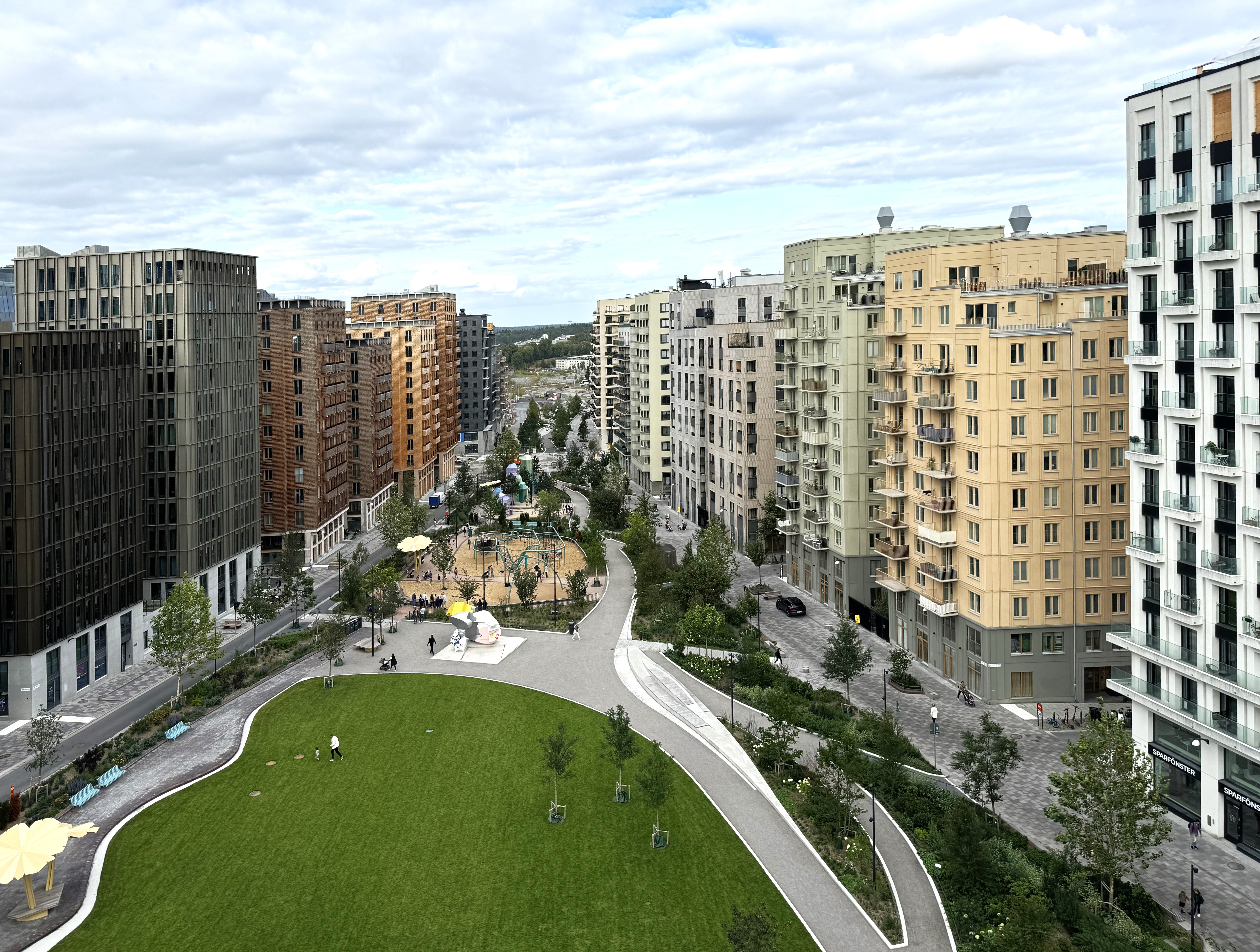
Le parc en août 2024.